# Biblioteca pública Morita Carillo
Biblioteca pública Morita Carillo es el nombre que recibe una biblioteca pública y centro comunitario localizado en el sector San Blas de la ciudad de Valencia, la capital del estado Carabobo, al centro norte del país sudamericano de Venezuela.
Aunque fue inaugurada en el año 1977 estuvo cerrada por un período de 3 años entre 2004 y 2007 siendo reabierta con una alianza entre el sector público y privado en 2007.
Lleva el nombre de la poetisa venezolana Morita Carrillo quien se especilizaba en literatura para niños.